# Ferruccio Manza
Ferruccio Manza   (Nave, 26 d'abril de 1943) és un ciclista italià, ja retirat, que fou professional entre 1966 i 1967.
Com a ciclista amateur va prendre part en els Jocs Olímpics de Tòquio de 1964, en què guanyà una medalla de plata en la prova de contrarellotge per equips, junt amb Severino Andreoli, Luciano Dalla Bona i Pietro Guerra. La cursa en ruta individual no la finalitzà.

## Palmarès
- 1964
  -  Campió del món amateur de contrarellotge per equips, junt a Severino Andreoli, Luciano Dalla Bona i Pietro Guerra
  - 1r al Trofeu Amedeo Guizzi
  -  Medalla de plata als Jocs Olímpics de Tòquio en contrarellotge per equips
- 1965
  - 1r al Gran Premi Liberazione
  - 1r a la Milà-Rapallo

### Resultats al Giro d'Itàlia
- 1966. Abandona
- 1967. Abandona